# Parafia Matki Bożej Nieustającej Pomocy w Krakowie (Bronowice)
Parafia Matki Bożej Nieustającej Pomocy w Krakowie – parafia rzymskokatolicka należąca do dekanatu Kraków-Bronowice archidiecezji krakowskiej w Mydlnikach przy ulicy Hemara.

## Historia parafii
Dekretem z dnia 19 stycznia 1951 r. utworzono parafię Matki Bożej Nieustającej Pomocy w Mydlnikach. Wcześniej to terytorium należało do parafii św. Szczepana w Krakowie, zaś pierwsza Msza Święta w Mydlnikach została odprawiona 15 sierpnia 1914 roku w kaplicy, zorganizowanej w budynku dawnej karczmy (obecnie w tym miejscu znajduje się kapliczka św. Cyryla i Metodego - skrzyżowanie ulicy Balickiej i Hemara). 24 sierpnia 1952 r. pierwszy proboszcz parafii ks. Mieczysław Satora odprawił pierwszą Mszę świętą (już jako samodzielna parafia) w starej kaplicy z 1913 r. Uroczysty ingres odbył się w dniu 31 sierpnia 1952 r. przy współudziale ks. prałata Adama Górkiewicza – proboszcza parafii św. Szczepana. Kościół parafialny został wybudowany w latach 1975-1990, a konsekrowany w 17 czerwca 2001 r. przez kard. Franciszka Macharskiego. W 2014 roku obchodzono 100-lecie duszpasterstwa w Mydlnikach.

### Duszpasterze
- ks. Mieczysław Satora (1952–1959)
- ks. Stanisław Zolich (1959–1974)
- ks. infułat Janusz Bielański (1974–1977)
- ks. Tadeusz Szarek (1977–1979)
- ks. Stefan Dobrzanowski (1979–2006)
- ks. Jan Rajda  (2006–2015)
- ks. Kazimierz Klimczak (od 2015)

## Wspólnoty parafialne
- Rada Duszpasterska
- Akcja Katolicka
- Róże Żywego Różańca
- Oaza
- Chór Parafialny „Schola Cantorum Mydlnicensis”
- Schola dziecięca „Jutrzenka”
- Służba liturgiczna – ministranci i lektorzy
- Wspólnota „Bliżej Boga”
- Grupa kobiet „Święte niepojęte”
- Mężczyźni Świętego Józefa
- Krąg Biblijny

## Zasięg parafii
- Ulice: Balicka, Becka, Brzezińskiego, Dolińskiego, Godlewskiego, Gradowa, Hemara, Kurozwęckiego, Łupaszki, Myczkowskiego, Na Nowinach, Spiczakowa, Wapiennik, Wieniawy-Długoszowskiego, Wierzyńskiego, Zakliki z Mydlnik, Wincentego Weryhy-Darowskiego, Zygmunta Starego
- Miejscowości:

Balice: ul. Podkamycze, ul. Pięciu Stawów
Rząska: ul. Balicka, ul. Krzyżowa
Szczyglice: ul. Krakowska

## Obiekty architektury sakralnej
- barokowa kolumna z figurą NMP z k. XVIII w. (kolumna wg niepotwierdzonej źródłowo tradycji była pierwotnie używana jako pręgierz na Rynku Głównym w Krakowie), przy ul. Balickiej
- kapliczka filarowo – wnękowa z 1880r. z fundacji rodziny Klimów z Balic przy skrzyżowaniu ulic Balickiej i Piotra Brzezińskiego
- kapliczka Matki Boskiej z Dzieciątkiem na kolumnie z przełomu XIX/XX w. przy ul. Hemara
- kapliczka św. Cyryla i Metodego przy skrzyżowaniu ul. Hemara i ul. Balickiej